# Messier 85
Messier 85 (také M85 nebo NGC 4382) je čočková galaxie v souhvězdí Vlasů Bereniky. Objevil ji Pierre Méchain 4. března 1781. Od Země je vzdálená přibližně 52 milionů ly.
Je nejsevernějším členem Kupy galaxií v Panně, který je zároveň zapsaný v Messierově katalogu.

## Pozorování

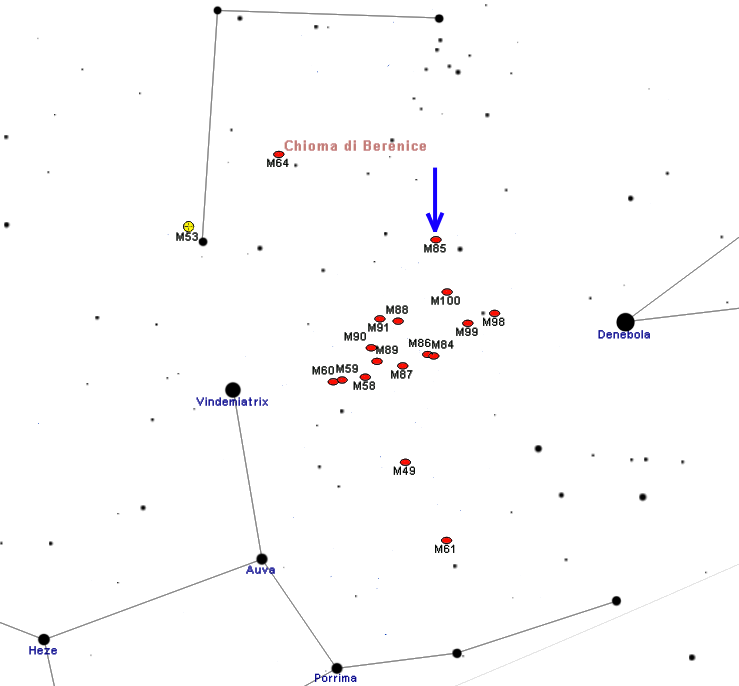
Poloha M 85 v souhvězdí Vlasů Bereniky

M85 na obloze leží v oblasti oblohy bez výrazných hvězd na jižním okraji souhvězdí Vlasů Bereniky u hranice se souhvězdím Panny. Leží 10° severovýchodně od hvězdy Denebola (β Leonis), navíc však také 10° západně od hvězdy Diadem (α Com) a zároveň 10° jižně od hvězdy γ Com, takže s hvězdami α Com, β Com a γ Com tvoří téměř přesný čtverec. Galaxie je na hranici dosahu středně velkého triedru: v triedru 10x50 je téměř neviditelná, ale 20x80 ji ukáže jako světlou tečku. Přesto patří mezi nejnápadnější galaxie Kupy v Panně. Její halo je vidět již v dalekohledech o průměru 80 mm. V dalekohledu o průměru 140 mm se ukáže jako objekt protáhlý severojižním směrem a halo má rozměr 4′×2′. Ovšem i při průměru dalekohledu 200 mm toto halo zůstane bez podrobností.
Galaxii je možné snadno pozorovat z obou zemských polokoulí a ze všech obydlených oblastí Země, protože má pouze mírnou severní deklinaci. Přesto je na severní polokouli lépe pozorovatelná a během jarních nocí tam vychází vysoko na oblohu, zatímco na jižní polokouli v oblastech více vzdálených od rovníku zůstává poněkud níže nad obzorem. Nejvhodnější období pro její pozorování na večerní obloze je od února do srpna.

## Historie pozorování
Galaxii objevil Pierre Méchain 4. března 1781 a téhož roku v této oblasti oblohy objevil ještě další galaxie. 18. března 1781 změřil polohu galaxie Charles Messier a přitom objevil ještě sedm dalších galaxií a navíc kulovou hvězdokupu Messier 92 v souhvězdí Herkula. Téhož dne pak galaxii M85 přidal do svého katalogu a zapsal do něj, že je tak slabá, že je pozorovatelná pouze pod čistou oblohou a pouze když prochází přes meridián. John Herschel ji popsal jako kulatou mlhovinu, zatímco William Parsons napsal, že má oválný tvar a že se v jejím středu nachází hvězda třinácté magnitudy.

## Vlastnosti

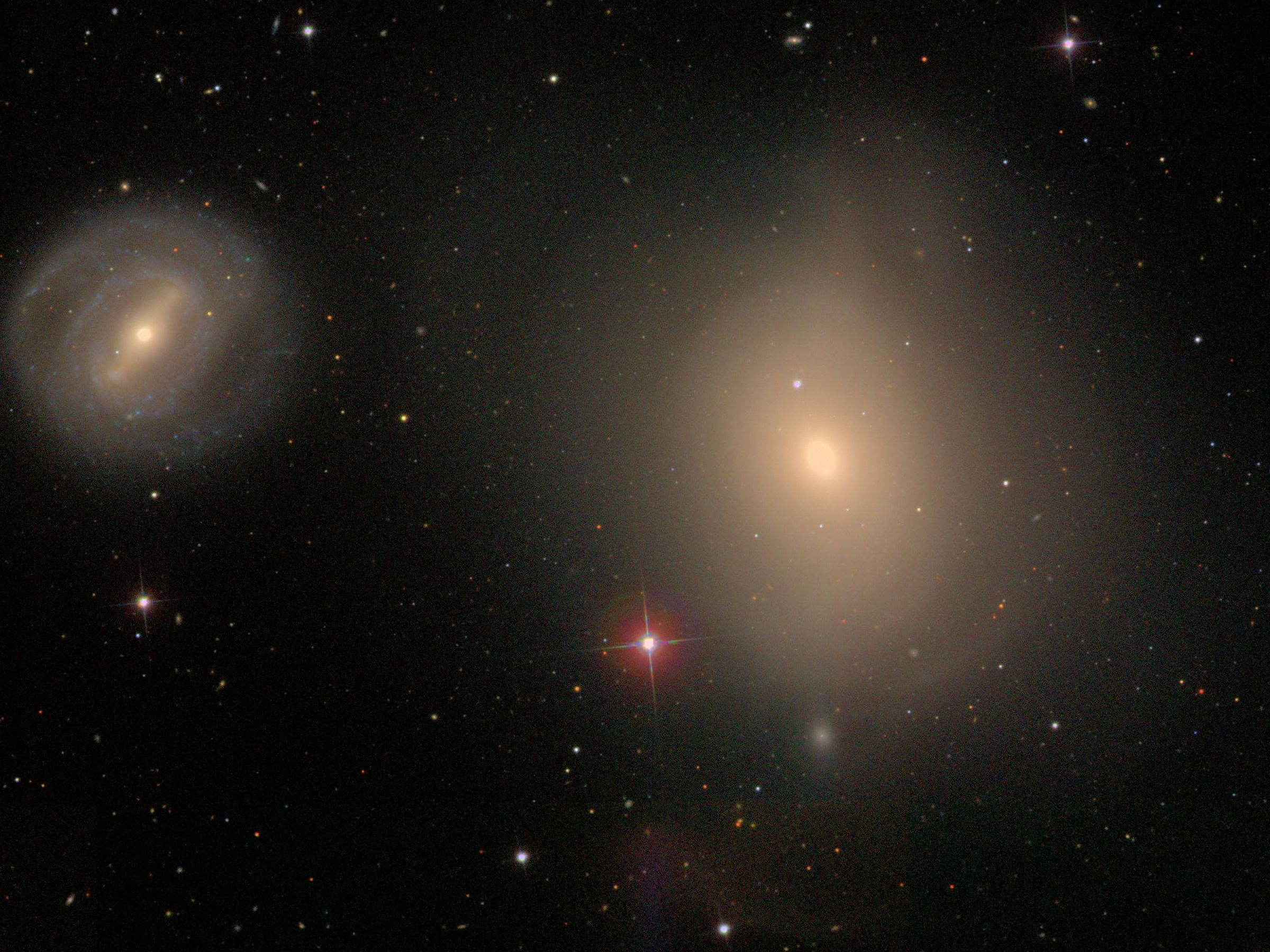
NGC 4394 (vlevo) a M85(vpravo)

M85 má velmi stlačený eliptický, neboli čočkový, tvar a nemá žádný náznak spirální struktury. Od Země je vzdálená přibližně 52 milionů ly a je členem Kupy galaxií v Panně. Její hmotnost je 400 miliard hmotností Slunce a její absolutní hvězdná velikost se odhaduje na -21,9. Její skutečný průměr je přibližně 125 000 ly, takže je trochu větší než Mléčná dráha. Od Slunce se vzdaluje rychlostí 771 km/s.
20. prosince 1960 v ní byla pozorována supernova typu Ia, která dostala označení SN 1960R a dosáhla magnitudy 11,7.
Naopak hvězda, která leží severním směrem blízko jádra, není supernovou, protože patří do Mléčné dráhy.
M85 se navzájem gravitačně ovlivňuje se spirální galaxií NGC 4394 a malou eliptickou galaxií MCG 3-32-38.
NGC 4394 vypadá jako mlhavá hvězda 8′ východně od M85 a pravděpodobně spolu tvoří skutečnou dvojici.

### Knihy
- O'MEARA, Stephen James. Deep Sky Companions: The Messier Objects. New York: Cambridge University Press, 1998. Dostupné online. ISBN 0-521-55332-6. (anglicky)

### Mapy hvězdné oblohy
- Toshimi Taki. Taki's 8.5 Magnitude Star Atlas [online]. 2005 [cit. 2018-07-18]. Dostupné v archivu pořízeném dne 2018-11-05. (anglicky) - Atlas hvězdné oblohy volně stažitelný ve formátu PDF.
- TIRION; RAPPAPORT; LOVI. Uranometria 2000.0 - Volume I - The Northern Hemisphere to -6°. Richmond, Virginia, USA: Willmann-Bell, inc., 1987. Dostupné online. ISBN 0-943396-14-X.
- TIRION; SINNOTT. Sky Atlas 2000.0. 2. vyd. Cambridge, USA: Cambridge University Press, 1998. ISBN 0-933346-90-5.
- TIRION. The Cambridge Star Atlas 2000.0. 3. vyd. Cambridge, USA: Cambridge University Press, 2001. Dostupné online. ISBN 0-521-80084-6.